# (9785) Senjikan
(9785) Senjikan est un astéroïde de la ceinture principale.

## Description
(9785) Senjikan est un astéroïde de la ceinture principale. Il fut découvert le 31 décembre 1994 à Ōizumi par Takao Kobayashi. Il présente une orbite caractérisée par un demi-grand axe de 2,75 UA, une excentricité de 0,05 et une inclinaison de 3,1° par rapport à l'écliptique.

## Compléments